# Juan Cabano
Juan Cabano (ur. 9 lipca 1896 w Quilmes, zm. 15 września 1949) – argentyński piłkarz, grający podczas kariery na pozycji napastnika. 

## Kariera klubowa
Juan Cabano podczas piłkarskiej kariery występował w Argentino Quilmes. 

## Kariera reprezentacyjna
W reprezentacji Argentyny Cabano występował w latach 1914-1916. W reprezentacji zadebiutował 30 sierpnia 1912 w przegranym 2-3 meczu z Urugwajem, którego stawką było Gran Premio de Honor Uruguayo. 
W 1916 wystąpił w pierwszych oficjalnych Mistrzostwach Ameryki Południowej. Na turnieju w Buenos Aires był rezerwowym i nie wystąpił żadnym meczu. Drugi i zarazem ostatni raz w reprezentacji Cabano wystąpił 1 października 1916 w wygranym 7-2 towarzyskim meczu z Urugwajem. W 60 min. strzelił 4 bramkę dla Argentyny.
| Mecze i gole w reprezentacji | Mecze i gole w reprezentacji | Mecze i gole w reprezentacji | Mecze i gole w reprezentacji | Mecze i gole w reprezentacji | Mecze i gole w reprezentacji | Mecze i gole w reprezentacji |
| #                            | Data                         | Miasto                       | Przeciwnik                   | Gol                          | Wynik                        | Rozgrywki                    |
| ---------------------------- | ---------------------------- | ---------------------------- | ---------------------------- | ---------------------------- | ---------------------------- | ---------------------------- |
| 1.                           | 30.08.1914                   | Montevideo                   | Urugwaj                      |                              | 2:3                          | Gran Premio                  |
| 2.                           | 01.10.1916                   | Avellaneda                   | Urugwaj                      | Gol                          | 7:2                          | towarzyski                   |